# Burocracia de nível médio

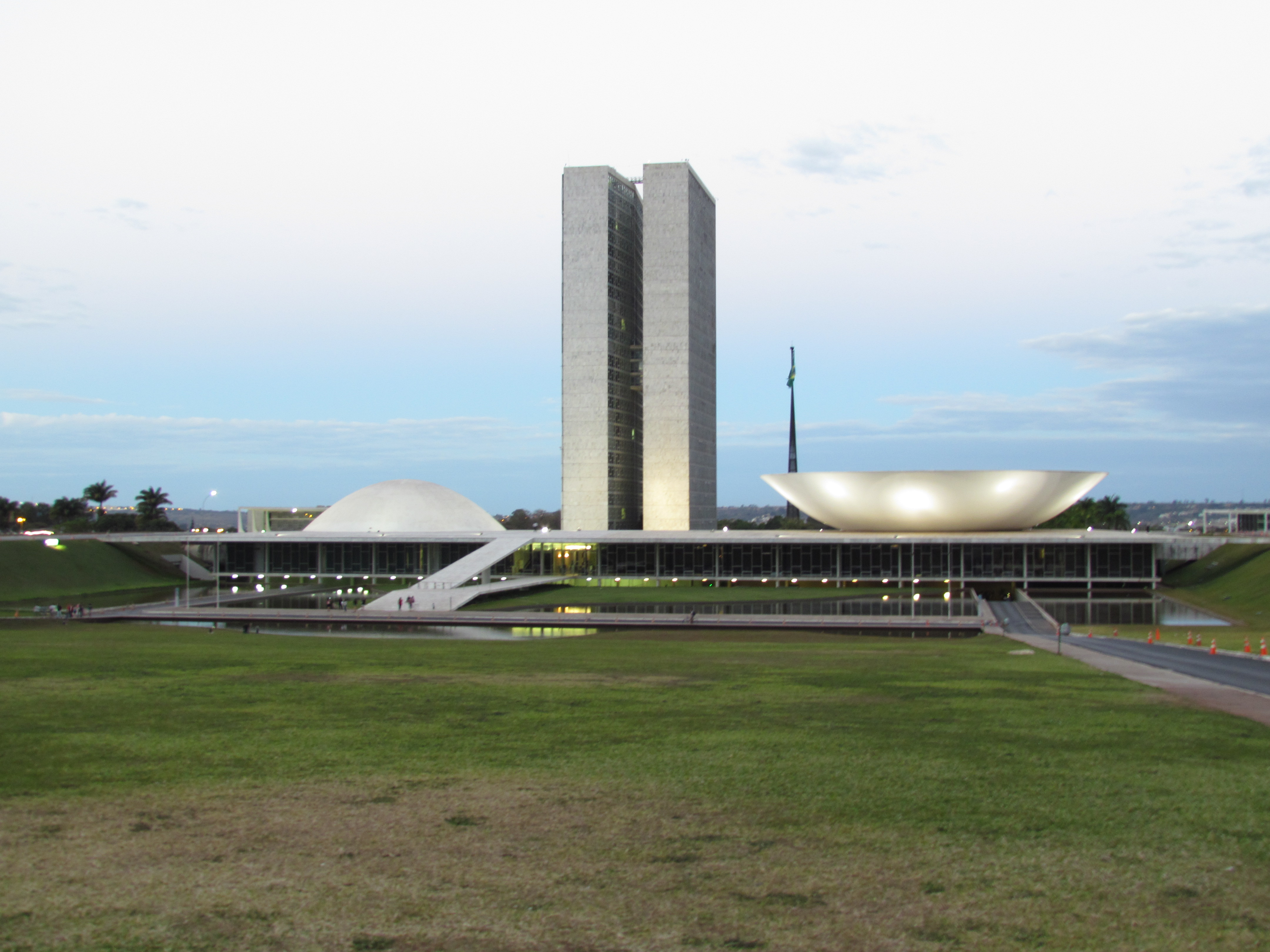
Esplanada dos Ministérios I

Burocracia de nível médio refere-se ao conjunto de servidores públicos que ocupam posições intermediárias na hierarquia administrativa estatal — como gerentes, diretores e coordenadores. Esses atores, também conhecidos como burocratas de médio escalão (BMEs), desempenham um papel estratégico na tradução das diretrizes formuladas pelo alto escalão em ações concretas a serem executadas por burocratas de nível de rua (BNRs). Sua atuação é central no ciclo de políticas públicas, inclusive na etapa de implementação.

## Origem do conceito
O conceito de burocracia de nível médio começou a ser explorado com maior sistematicidade a partir da década de 2010, especialmente na literatura sobre implementação de políticas públicas e análise organizacional. Embora não haja um “autor fundador” do conceito nos moldes de Michael Lipsky para os BNRs, estudos ajudaram a consolidar o reconhecimento dos BMEs como categoria analítica relevante para compreender a dinâmica das burocracias e das políticas públicas.

## Características e funções
Os BMEs exercem um papel de mediação entre os formuladores de políticas (alto escalão) e os implementadores diretos (burocratas de nível de rua ou street-level bureaucrats). Eles desempenham funções como a alocação de recursos, supervisão de equipes e mediação de conflitos institucionais e operacionais, influenciando burocratas de baixo e alto escalão.
Apesar de pouco presentes na literatura, esses profissionais têm atuação relevante no ciclo de políticas públicas, sendo responsáveis por decisões que influenciam diretamente os resultados da política. No contexto brasileiro, alguns estudos enfatizam que esses atores desempenham funções de liderança em setores como saúde e educação.

## Papel na implementação de políticas públicas
A burocracia de nível médio contribui para moldar a implementação da política pública, função historicamente atribuída aos burocratas de nível de rua, o que os aproxima destes em termos de influência sobre os resultados das políticas públicas. Essa burocracia exerce influência significativa sobre a equidade, a eficiência e a responsividade das políticas públicas. Suas decisões cotidianas moldam tanto os fluxos internos da administração quanto as condições concretas de oferta dos serviços públicos, impactando direta e indiretamente o acesso da população a direitos.
Com a descentralização administrativa e a criação de agências especializadas nas últimas décadas — processos associados à orientação para o usuário e às diretrizes da Nova Gestão Pública —, os BMEs passaram a assumir responsabilidades e exercer influência em decisões que anteriormente eram restritas ao alto escalão burocrático. Esse novo arranjo conferiu aos burocratas de médio escalão um papel estratégico, com impactos organizacionais, técnicos e políticos — até mesmo de ativistas burocráticos— no processo de implementação de políticas públicas. Além disso, suas atribuições passaram a incluir práticas ligadas à busca por eficiência e à promoção de accountability na administração pública.